# 砺波市埋蔵文化財センター
砺波市埋蔵文化財センター（となみしまいぞうぶんかざいセンター）は富山県砺波市頼成566にある砺波市教育委員会運営の埋蔵文化財センター兼歴史博物館施設。愛称は「しるし」。

## 概要
砺波市立庄東小学校の旧寄宿舎の建物を改築して2015年（平成27年）4月6日に開業した。砺波市の歴史と考古資料を扱い展示公開する。館のテーマは「①展示をとおして考古資料にふれながら、②砺波市の歴史と先人の英知をまなび、③体験や遊びをつうじて埋蔵文化財に親しむ」である。外観は地中の土層をイメージし、茶色の横縞模様に塗装されている。
愛称の「しるし」は、奈良時代（8世紀）にこの地に勢力を張った地方豪族「砺波志留志（となみのしるし）」の名にちなむ。
なお庄東小学校3階は、砺波郷土資料館の分室である砺波民具展示室となっている。

## 運営コンテンツ
- 砺波正倉（となみしょうそう）：砺波市教育委員会が運営する市内の文化財を紹介するWebサイト（デジタルミュージアム）[2]。
- とやま城郭カード：教育委員会が、市民の文化財に対する興味・関心を高め、保護意識を啓発する取り組みの一環として、2018年（平成30年）に発行したトレーディングカード。富山県内に存在する城郭遺跡とゆかりの武将をテーマとしており、城跡を撮影して埋蔵文化財センターに持ち込むと入手できる。2024年（令和6年）現在、城郭カード94種、武将カード6種の計100種が発行されている[3]。